# اگودابدا
اگودابدا (به لاتین: Egodabedda) یک منطقهٔ مسکونی در سری‌لانکا است که در استان جنوبی (سری‌لانکا) واقع شده‌است.